# Ибрахим ибн Наср Табгач-хан
Ибрагим ибн Наср табгач-хан — первый правитель — табгач-хан Западного Караханидского каганата (1040—1068).

## Биография

### Восхождение на престол
В источниках Ибрагим также известен под титулами Бури-тегин, или тамгач-хан (иногда используется как табгач-хан — «хан ханов»). Он был сыном известного караханидского удельного правителя Наср ибн Али.
В 1038 году он захватил столицу Мавераннахра город Самарканд и провозгласил себя ханом. В 1040 году оформились два отдельных караханидских государственных образования — Восточный каганат со столицей в Баласагуне (позднее в Кашгаре) и Западный каганат с центром в Самарканде.
Даже заняв Баласагун, Тамгач-хан оставил столицей Западного каганата Самарканд: почти все его самаркандские монеты, за исключением нескольких самых ранних, биты только от его имени.
В 1060 году Ибрагим отнял у других представителей караханидов Ферганскую долину, взяв город Шаш (современный Ташкент).

### Внутренняя политика
Централизаторская политика Ибрагима выразилась в числе прочего в унификации денежной системы на территории всего государства, в том числе и в завоёванных областях.
Благодаря политике централизации, борьбе с политической раздробленностью и поддержанию стабильной мирной обстановкой, воцарившейся в Мавераннахре, в повествованиях средневековых авторов Ибрагим предстаёт идеалом справедливого государя.
С 1040 года и до падения династии в 1212 году самаркандские ханы происходили из потомства Ибрагим Табгач-хана.
Таким образом, Табгач-хан Ибрахим навсегда покончил с множественностью ханов, став единственным каганом. Он уничтожил многоступенчатую политическую иерархию с многочисленными князьями. Ибрагим изменил порядок престолонаследия, сделав его прямым, от отца к сыну, то есть заменил кочевнический порядок оседлым. Он навсегда установил столицу государства в Самарканде.
Ибрагим тамгач-хан построил в Самарканде медресе и бесплатную больницу. В период его правления в Мавераннахре жили и творили такие известные впоследствии учёные и поэты как Махмуд ал-Кашгари, Юсуф Баласагуни и другие.
После его смерти преемником стал его сын Шамс аль мульк.